# Hardtbacher Höhe
Hardtbacher Höhe ist eine Ortslage im Wuppertaler Wohnquartier Herbringhausen im Stadtbezirk Langerfeld-Beyenburg.

## Geografie
Die Ortslage befindet sich südöstlich des Weilers In der Hardt und nordöstlich des Weilers Frielinghausen unmittelbar an der Stadtgrenze zu Radevormwald-Dahlhausen. Sie liegt auf 296 m ü. NHN auf einer bewaldeten Anhöhe oberhalb des Hardtbachs, eines Zuflusses zur nahen Wupper. In der vor 1913 öden Ortslage wurden ab dem ersten Drittel des 20. Jahrhunderts hauptsächlich Wohnhäuser im bergischen Stil errichtet.